# Westkreuz Frankfurt
Het Westkreuz Frankfurt is een knooppunt in de Duitse deelstaat Hessen. Op deze klavermolen, een combinatie van een klaverbladknooppunt en een windmolenknooppunt, ten westen de stad Frankfurt am Main kruist de A5 (Gießen-Karlsruhe) de A648 (Eschborner Dreieck-Frankfurt am Main).

## Geografie
Het verkeersknooppunt ligt in het westen van de stad Frankfurt in het stadsdeel Frankfurt-Mitte-West. Nabijgelegen stadsdelen zijn: Nied, Griesheim, Bockenheim, Rödelheim en Sossenheim. Het knooppunt ligt ongeveer 5 km ten westen van het centrum van Frankfurt.

## Geschiedenis
Al in 1936 werd het eerste stuk A5 van ca. 40 kilometer tussen de afrit Ober-Mörlen en het Frankfurter Kreuz geopend voor het verkeer. In 1965 het westelijke deel van de A648 tussen het Eschborner Dreieck en het Westkreuz Frankfurt, vanaf toen was er sprake van een knooppunt. Toen in 1975 de A648 vanuit Frankfurt werd aangesloten, was het knooppunt compleet en de tot op dat moment ongebruikte viaducten werden in gebruik genomen als weefvakken.

## Rijstroken
In noordelijke richting heeft de A5 2x3 rijstroken, tussen het Westkreuz en het Darmstädter Kreuz heeft de A5 2x4 rijstroken. De A648 heeft 2x2 rijstroken. Alle verbindingsbogen richting Frankfurt-Centrum hebben twee rijstroken, al de andere aansluitingen hebben een rijstrook.

## Verkeersintensiteiten
Het Westkreuz Frankfurt is een van de drukste verkeersknooppunten in Duitsland, in 2010 werd het knooppunt dagelijks door ongeveer 186.000 voertuigen gebruikt. 
| Van                            | naar                          | Gemiddeld aantal voertuigen per dag |
| ------------------------------ | ----------------------------- | ----------------------------------- |
| Nordwestkreuz Frankfurt (A 5)  | Westkreuz Frankfurt           | 113.400                             |
| Westkreuz Frankfurt            | AS Frankfurt-Westhafen (A 5)  | 138.600                             |
| AS Frankfurt-Rödelheim (A 648) | Westkreuz Frankfurt           | 57.200                              |
| Westkreuz Frankfurt            | AS Frankfurt-Rebstock (A 648) | 62.500                              |

## Richtingen knooppunt
| Aansluitende wegen                                       | Aansluitende wegen                    | Aansluitende wegen                                                   | Aansluitende wegen | Aansluitende wegen                           |
| -------------------------------------------------------- | ------------------------------------- | -------------------------------------------------------------------- | ------------------ | -------------------------------------------- |
| richting Frankfurt-Rödelheim /-Höchst Keulen / Wiesbaden |                                       | richting Nordwestkreuz Frankfurt Gießen / Dortmund Kassel / Hannover |                    |                                              |
|                                                          |                                       |                                                                      |                    |                                              |
|                                                          | richting Frankfurt-Stadtmitte / Messe |                                                                      |                    |                                              |
|                                                          |                                       |                                                                      |                    |                                              |
|                                                          |                                       |                                                                      |                    | richting Frankfurter Kreuz Stuttgart / Bazel |